# Wiadro

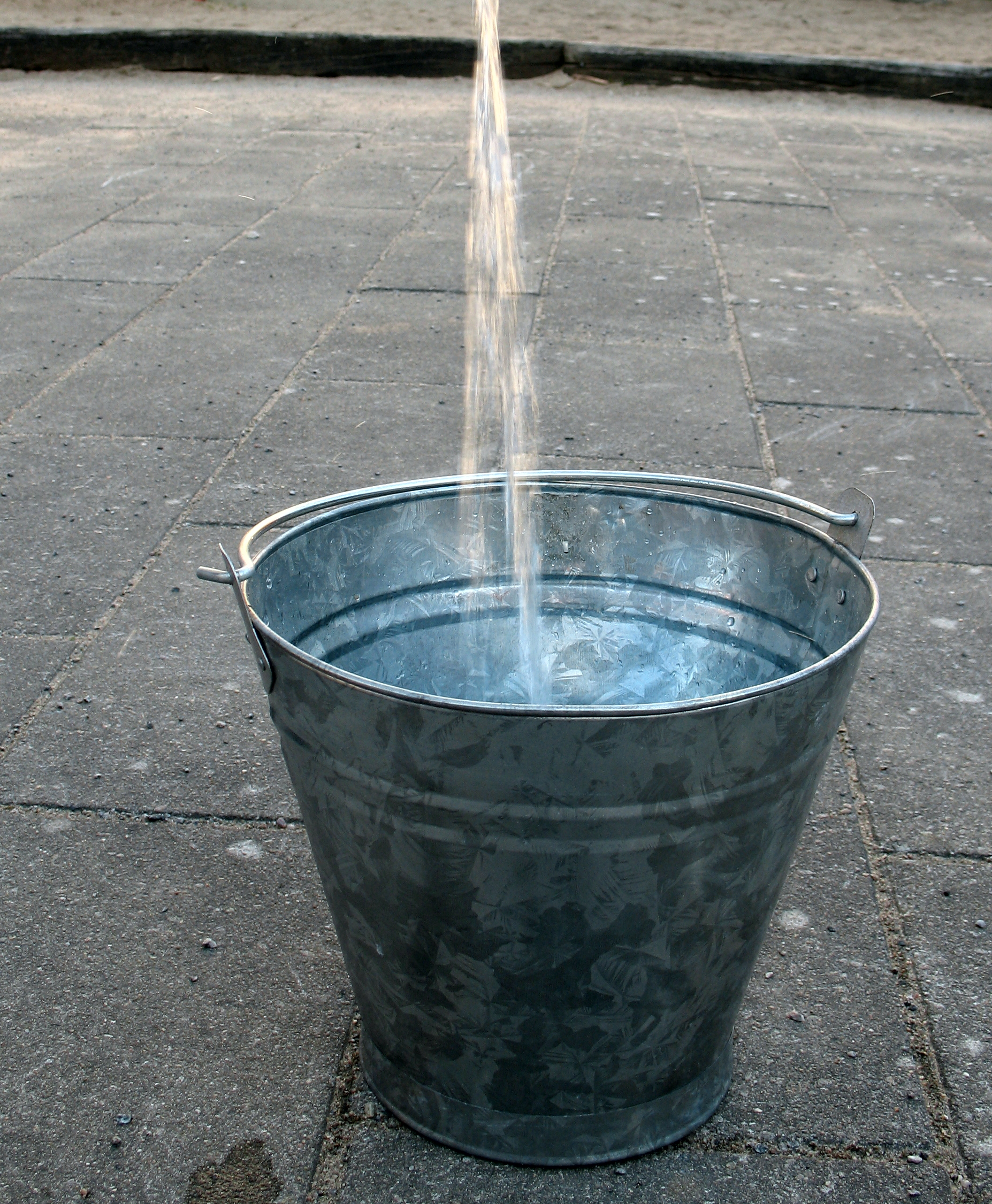
Wiadro metalowe

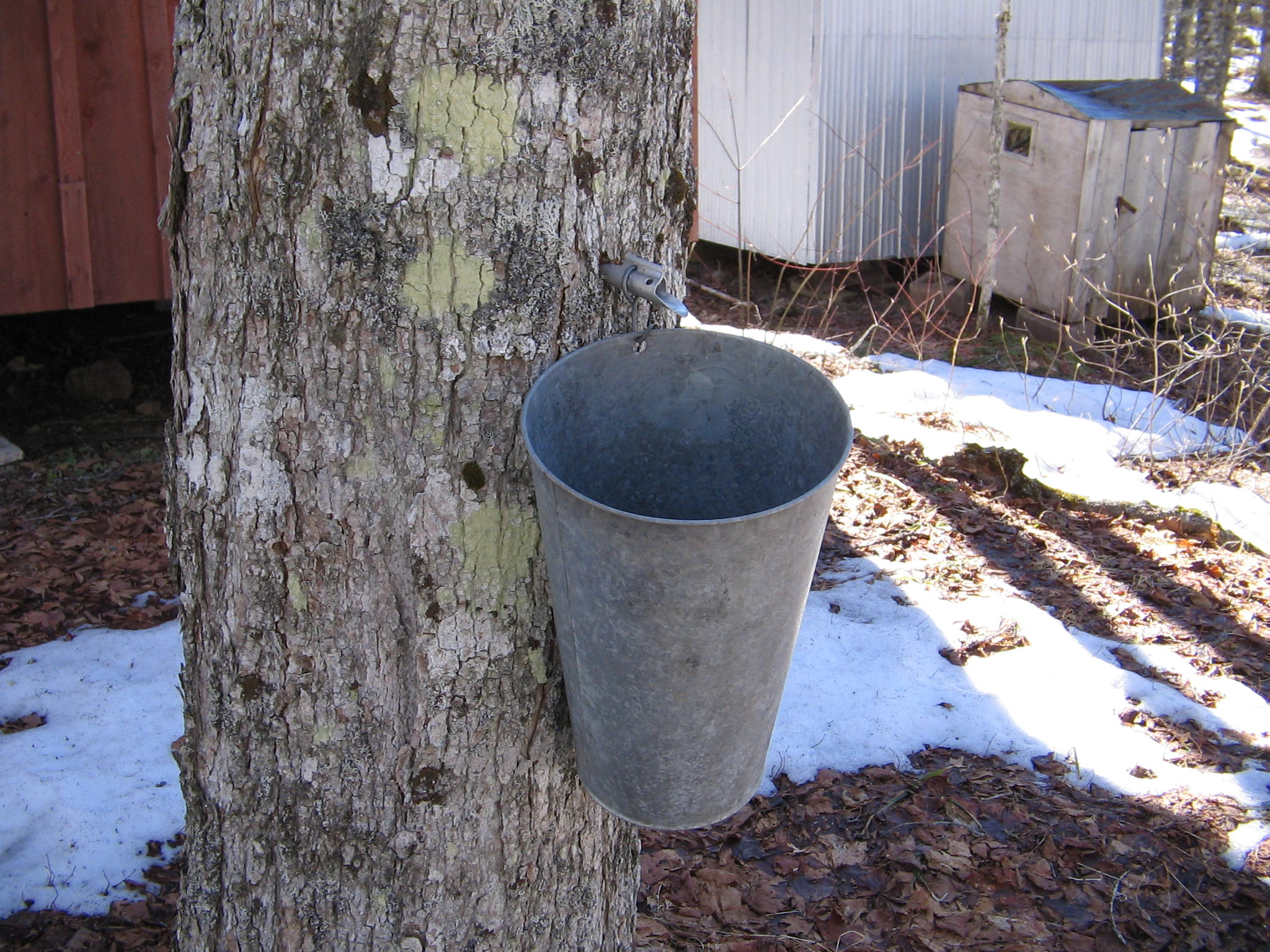
Wiadro przymocowane do klonu, służące do zbierania soku klonowego

Wiadro (inaczej kubeł) – naczynie w kształcie walca lub odwróconego, ściętego stożka, dawniej najczęściej blaszane, obecnie z tworzywa sztucznego, zaopatrzone w ruchomy, kabłąkowaty uchwyt. Używane jest zazwyczaj jako pojemnik na ciecze lub materiały sypkie, głównie do ich ręcznego transportu.
Pojemność typowego wiadra to około od 10 do 15 litrów, rzadziej spotyka się wiadra o mniejszej i większej pojemności.
Metalowe wiadra wykonywane są z blachy stalowej jako ocynkowane albo emaliowane. Wiadro może mieć na dole pierścień z blachy zwany stopką. Pałąk może być przewleczony przez drewnianą rączkę.
Małe wiaderka o pojemności około 2 litrów są powszechnie stosowaną zabawką dziecięcą do piaskownicy. Plastikowe wiadra i wiaderka (z atestem spożywczym) znajdują zastosowanie w przemyśle spożywczym, gdzie służą do przechowywania i sprzedaży produktów spożywczych. Wyposażone są wtedy w pokrywki oraz często w plomby zabezpieczające.
Kubłem zwane jest też urządzenie do pogłębiania szybów górniczych.